# Salvatore Grillo
Salvatore Grillo (Caltagirone, 17 maggio 1945) è un politico italiano.

## Carriera
Animatore di associazioni giovanili sin da ragazzo, guida all’università di Catania il FUAN con il quale vince le elezioni per l’Assemblea rappresentativa degli universitari nel 1967. È uno dei protagonisti del 68’ catanese. Nel 1970 viene eletto Consigliere alla provincia di Catania e nel 1973 entra giovanissimo all'Assemblea Regionale Siciliana con il Movimento Sociale Italiano - Destra Nazionale; viene rieletto nel 1976 sempre con il MSI-Destra Nazionale. Nel 1978, nella scissione del MSI segue la maggior parte della dirigenza giovanile di quel partito che formano Democrazia Nazionale. Questa formazione politica si sciolse nel 1979 e Grillo entra nel PRI allora diretto da Giovanni Spadolini. Viene rieletto all'Assemblea Regionale Siciliana per altre due legislature nel PRI 1981 e 1986. Nel 1987 Spadolini gli chiede di presentarsi alle elezioni politiche nazionali e diviene deputato nella X e XI legislatura nelle file del PRI sino al 1994. Lascia il PRI e si dedica alla professione di commercialista che svolge a Roma. Non si candida in nessuna competizione elettorale ma rimane all'interno del dibattito politico e
nel 2008 fonda, con il professore Maurizio Ballistreri, il movimento dei Democratici Autonomisti, che alle elezioni regionali siciliane del 2008, ottiene oltre centomila voti. Successivamente partecipa alla fondazione di Unità Siciliana e di Mezzogiorno Federato, formazioni nelle quali è Presidente del Consiglio Nazionale.
È autore del romanzo storico Il Delitto Sicilia, edito da Bonfirraro e distribuito da Mondadori. È stato direttore dei periodici 13 Giugno e Il Nuovo Dovere.